# Nilde Iotti
Nilde Iotti, all'anagrafe Leonilde Iotti (Reggio Emilia, 10 aprile 1920 – Poli, 4 dicembre 1999), è stata una politica e partigiana italiana.
Dopo decenni di attività politica all'interno del Partito Comunista Italiano, nel 1979 divenne la prima donna nella storia dell'Italia repubblicana a ricoprire la terza carica dello Stato, la presidenza della Camera dei deputati, incarico che detenne fino al 1992, diventando la presidente della Camera rimasta in carica più a lungo in assoluto nella storia della Repubblica Italiana (per ben 12 anni e 307 giorni).

## Biografia
Figlia di un ferroviere e sindacalista socialista, Egidio Iotti, licenziato a causa del suo impegno politico, e di una casalinga, Alberta Vezzani, visse gli anni dell'adolescenza in un contesto di forti difficoltà economiche. Rimase orfana del padre nel 1934 e poté proseguire gli studi grazie a borse di studio che le permisero di iscriversi all'Università Cattolica di Milano, dove ebbe tra i suoi professori Amintore Fanfani, laureandosi in lettere nel 1942.
Seguendo le regole della Leva fascista, il 5 ottobre 1942 s'iscrisse al Partito Nazionale Fascista presso la Federazione dei Fasci Femminili di Reggio Emilia, condizione peraltro indispensabile per poter svolgere l’attività di insegnante pubblico. Successivamente esercitò l'insegnamento in alcune scuole tecniche della sua provincia natale, concludendo la sua esperienza professionale nel 1946.
A seguito della situazione in cui era precipitata l'Italia dopo l'armistizio dell’8 settembre 1943 prese forma il suo interesse verso la politica, avvicinandosi al Partito Comunista Italiano (PCI) e partecipando alla Resistenza, svolgendo inizialmente la funzione di staffetta porta-ordini, poi aderendo ai Gruppi di difesa della donna, formazione antifascista del PCI, diventandone un personaggio di primo piano.
Eletta nel dopoguerra segretaria dell'Unione Donne Italiane di Reggio Emilia, nella primavera del 1946 entrò nel consiglio comunale della città di Reggio Emilia come indipendente nelle file del PCI, aderendovi poco dopo. Nel giugno dello stesso anno venne candidata ed eletta membro dell'Assemblea Costituente, nella quale fece parte della Commissione dei 75, incaricata della stesura della Costituzione.
Parallelamente nel 1946 iniziò a Roma la sua relazione con il Segretario Nazionale del PCI, Palmiro Togliatti, di 27 anni più anziano (già sposato con Rita Montagnana e padre di Aldo), che durerà fino alla morte del leader comunista, nel 1964. Il loro legame divenne pubblico nella contingenza dell'attentato del 1948.
La moglie Rita Montagnana era anch'essa Costituente e anche dopo la rottura con Togliatti venne eletta deputata, alternando periodi di attività a Mosca, come pubblicista e redattrice delle trasmissioni Radio in lingua italiana, con ritorni in Italia, dove morì nel 1979. Dopo la guerra, il figlio Aldo cominciò a soffrire di disturbi psichici e fu perciò a lungo ricoverato prima in URSS e poi in Italia, morendo infine a Modena nel 2011.

Iotti e Togliatti insieme chiesero e ottennero l'affidamento di una bambina, Marisa Malagoli, sorella minore di uno dei sei operai uccisi nell'eccidio delle Fonderie Riunite di Modena da agenti della Celere il 9 gennaio 1950, nel corso di una manifestazione operaia.

Nilde Iotti in qualità di Presidente della Camera dei deputati

Rieletta nel 1948 alla Camera dei deputati, sedette tra i banchi di Montecitorio ininterrottamente sino al 1999 e per lungo tempo ne presiedette l'Assemblea: venne infatti eletta Presidente della Camera dei deputati per tre volte consecutive, ricoprendo così quella carica per quasi tredici anni, dal 1979 al 1992. Nessuno nella storia d'Italia ha ancora raggiunto il suo primato, esercitato coniugando alla guida imparziale della Camera una strenua difesa del parlamentarismo.
Nel 1956, entrò a far parte del comitato centrale del Partito e nel 1962 della direzione nazionale. Rieletta nel 1963 alla Camera, fu membro della Commissione Affari Costituzionali, incentrando la sua attività sulla rilevanza del ruolo femminile nel mondo del lavoro e delle relazioni familiari. Negli anni successivi il suo impegno principale risultò essere la riforma delle norme civili, quali l'introduzione del divorzio nell'ordinamento giuridico e nel successivo mantenimento attuato col referendum abrogativo del 1974, voluto invece dai democristiani e da altri cattolici.
In una intervista le fu domandato quale fosse il suo atteggiamento nei confronti della religione: lei sostenne di non essere, a differenza di altri comunisti, anticlericale o di avere atteggiamenti negativi nei riguardi dei cattolici. Riteneva che nei cattolici ci fosse grande forza morale, dicendo che «Il pensiero cattolico è qualcosa che conta [...] I cattolici non li considero nemici, li considero solo avversari sul piano politico».
Nel 1969, primo anno della partecipazione dei parlamentari comunisti al Parlamento europeo, Iotti fece parte della prima delegazione italiana. In quegli anni si impegnò per riformare l'elezione al parlamento stesso, attraverso la promulgazione della legge sul suffragio europeo diretto. Rimarrà deputata europea fino al 1979, anno delle prime elezioni dirette.
Il 30 maggio 1972 è eletta quale vicepresidente della Camera e lo resta per tutta la VI legislatura. Nella legislatura successiva, invece, è eletta presidente della Commissione Affari Costituzionali, risultando la prima donna a ricoprire questa carica.
Nel clima di distensione tra Democrazia Cristiana e Partito Comunista Italiano, maturò in quegli anni la proposta di eleggere Nilde Iotti come prima donna presidente della Camera. All'apertura della VIII legislatura, le forze politiche concordarono sulla necessità istituzionale di eleggere nuovamente un appartenente dell'opposizione alla terza carica dello Stato. Al rifiuto di Pietro Ingrao di proseguire nel ruolo istituzionale, la scelta cadde su Nilde Iotti, eletta al primo scrutinio con 433 voti favorevoli su 615 votanti. Il suo discorso di insediamento pose al centro la figura della donna nella società, l'imparzialità politica e le misure necessarie per combattere il terrorismo.
(Nilde Iotti, Discorso di insediamento alla Presidenza della Camera)
Il 30 gennaio 1980 ricevette a Roma una delegazione del neonato Movimento Italiano Transessuali cui promise formalmente il primo intervento legislativo in loro favore, cui fece segue la proposta di legge di Franco De Cataldo.
Nota anche per le riforme attuate al Regolamento della Camera, nel novembre del 1981 viene varato il primo pacchetto di riforma dei Regolamenti definito da Nilde Iotti “Difensivo” perché volto ad evitare pratiche ostruzionistiche.

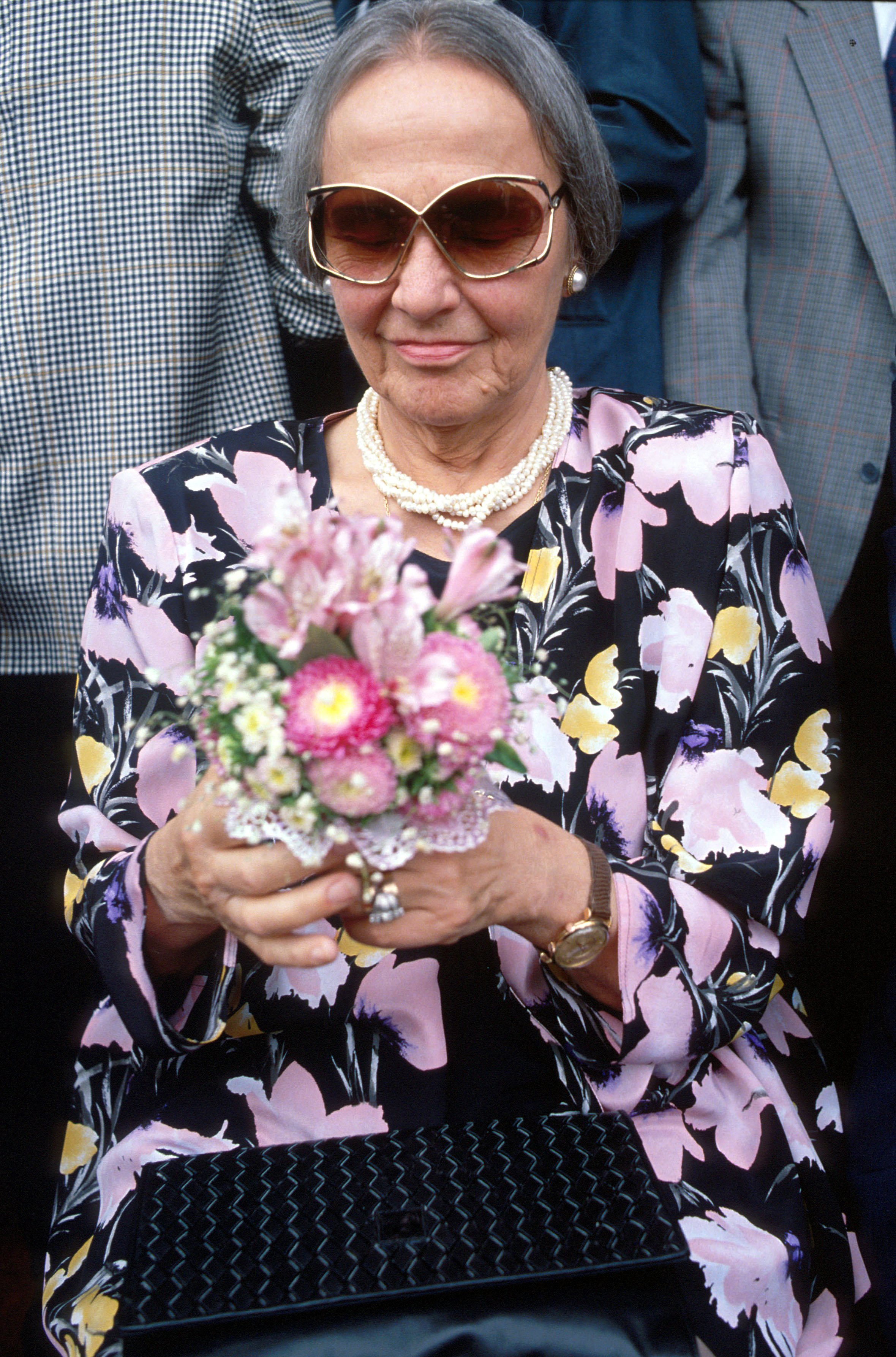
Nilde Iotti nel 1989

Nel 1987 ottenne un incarico di governo con mandato esplorativo da parte del Presidente della Repubblica Francesco Cossiga, che si concluse senza esiti; fu la prima donna e la prima esponente comunista ad arrivare tanto vicino alla Presidenza del Consiglio. Nel 1991, a seguito di indiscrezioni secondo le quali lo stesso Cossiga voleva nominarla senatrice a vita, fece sapere di non essere interessata, preferendo rimanere presidente della Camera.
Durante l'elezione del Presidente della Repubblica del 1992 è stata la candidata di bandiera del Partito Democratico della Sinistra alla Presidenza della Repubblica; dove nel IV scrutinio ottenne 256 voti.
Durante la sua vita ricevette inoltre numerose mansioni di prestigio quali: la presidenza della Commissione bicamerale per le riforme istituzionali costituita il 9 settembre 1992 (dal marzo 1993, subentrando al dimissionario Ciriaco De Mita, sino al 7 aprile 1994); la presidenza della delegazione italiana presso l'Assemblea parlamentare del Consiglio d'Europa (1996 - 1999), di cui fu anche vicepresidente nello stesso periodo. Rinunciò a tutti gli incarichi il 18 novembre 1999 a causa di gravi problemi di salute.
La Camera dei deputati accolse le sue dimissioni con un lunghissimo applauso; Giorgio Napolitano, suo vecchio compagno di partito e futuro presidente della Repubblica, scrisse nell'occasione una lettera pubblica; egli tornò a ricordare la Iotti nel 2006, nel discorso pronunciato alle Camere durante il giuramento per la Presidenza della Repubblica: «E ancora, abbiamo da contare – mi si lasci ricordare la splendida figura di Nilde Iotti – sulle formidabili risorse delle energie femminili non mobilitate e non valorizzate né nel lavoro né nella vita pubblica: pregiudizi e chiusure, con l'enorme spreco che ne consegue, ormai non più tollerabili.»
Nilde Iotti morì pochi giorni dopo le sue dimissioni, il 4 dicembre 1999, all'età di 79 anni, per arresto cardiaco, alla clinica Villa Luana di Poli, presso Roma. I funerali di Stato furono tenuti con rito civile secondo sue disposizioni, poiché era atea. È sepolta presso il Cimitero del Verano di Roma (Famedio del PCI, Nuovo Reparto, riquadro 8 distinti, entrata Portonaccio).

## Opere
- Antisemitismo in Italia e in Europa: atti del convegno promosso dall'Associazione internazionale dei giuristi ebrei, Sezione italiana, Roma, (1990)
- Istituzioni, diritti e passioni: Nilde Iotti e le parole della politica. Interviste 1979-1993, a cura di R. Cairoli e D. Migliucci, Biblion, (1993)
- I valori della Costituzione. Giuseppe Dossetti e Nilde Iotti a Monteveglio. Atti dell'incontro, (coautore Giuseppe Dossetti), Monteveglio, (1995)
- Discorsi parlamentari (1946 - 1983), Volume I, Camera dei Deputati, (2003)
- Discorsi parlamentari (1983 - 1998), Volume II, Camera dei Deputati, (2003)
- La tecnica della libertà, Edizioni di Comunità, Roma (2019)

## Influenza culturale
- Storia di Nilde, regia di Emanuele Imbucci – docu-drama (2019) - interpretata da Anna Foglietta
- Tina Anselmi - Una vita per la democrazia, regia di Luciano Manuzzi – docu-drama (2023) - interpretata da Sara D'Amario